# Okrúhly kopec
Okrúhly kopec (631 m) – kopulaste wzniesienie w miejscowości Šarišské Jastrabie na Słowacji. Znajduje się na równinie, wśród pól uprawnych tutejszej spółdzielni rolniczej. Według słowackiej mapy zalicza się do Gór Czerchowskich, granicę między sąsiednim na zachód regionem Šariš poprowadzono tutaj wzdłuż koryta potoku Hradlová. Inne źródła jednak podają, że Okrúhly kopec znajduje się w regionie Šariš.
Okrúhly kopec to samotne, bezleśne wzniesienie o kształcie niemal regularnego stożka. Od 1989 r. jest pomnikiem przyrody o powierzchni 54 ary. Przedmiotem ochrony jest regularne, zbudowane z wapieni wzniesienie, oraz porastająca go roślinność, wśród której są dwa na Słowacji chronione prawnie gatunki: dzwonek skupiony (Campanula glomerata) i len złocisty (Linum flavum).
Na szczycie wzgórza zamontowano greckokatolicki krzyż o trzech ramionach poprzecznych.